# Heimdal Gletscher
Heimdal Gletscher är en glaciär i Grönland (Kungariket Danmark).   Den ligger i kommunen Sermersooq, i den södra delen av Grönland, 500 km öster om huvudstaden Nuuk. Heimdal Gletscher ligger 392 meter över havet.
Terrängen runt Heimdal Gletscher är bergig åt sydväst, men åt nordost är den kuperad. Heimdal Gletscher ligger nere i en dal.  Trakten runt Heimdal Gletscher är nära nog obefolkad, med mindre än två invånare per kvadratkilometer. Det finns inga samhällen i närheten. Trakten runt Heimdal Gletscher är permanent täckt av is och snö.